# Cividade de Âncora
Koordinaten: 41° 47′ 11″ N, 8° 51′ 12,5″ W
Die Cividade de Âncora ist eine von einer Mauer umgebene Siedlung der Castrokultur, die von der Eisenzeit bis ins 1. Jahrhundert n. Chr. genutzt wurde. Sie liegt auf dem Monte da Suvidade, einem Höhenzug zwischen den Orten Afife (Kreis Viana do Castelo) und der Gemeinde Âncora, Kreis Caminha im Norden Portugals. 

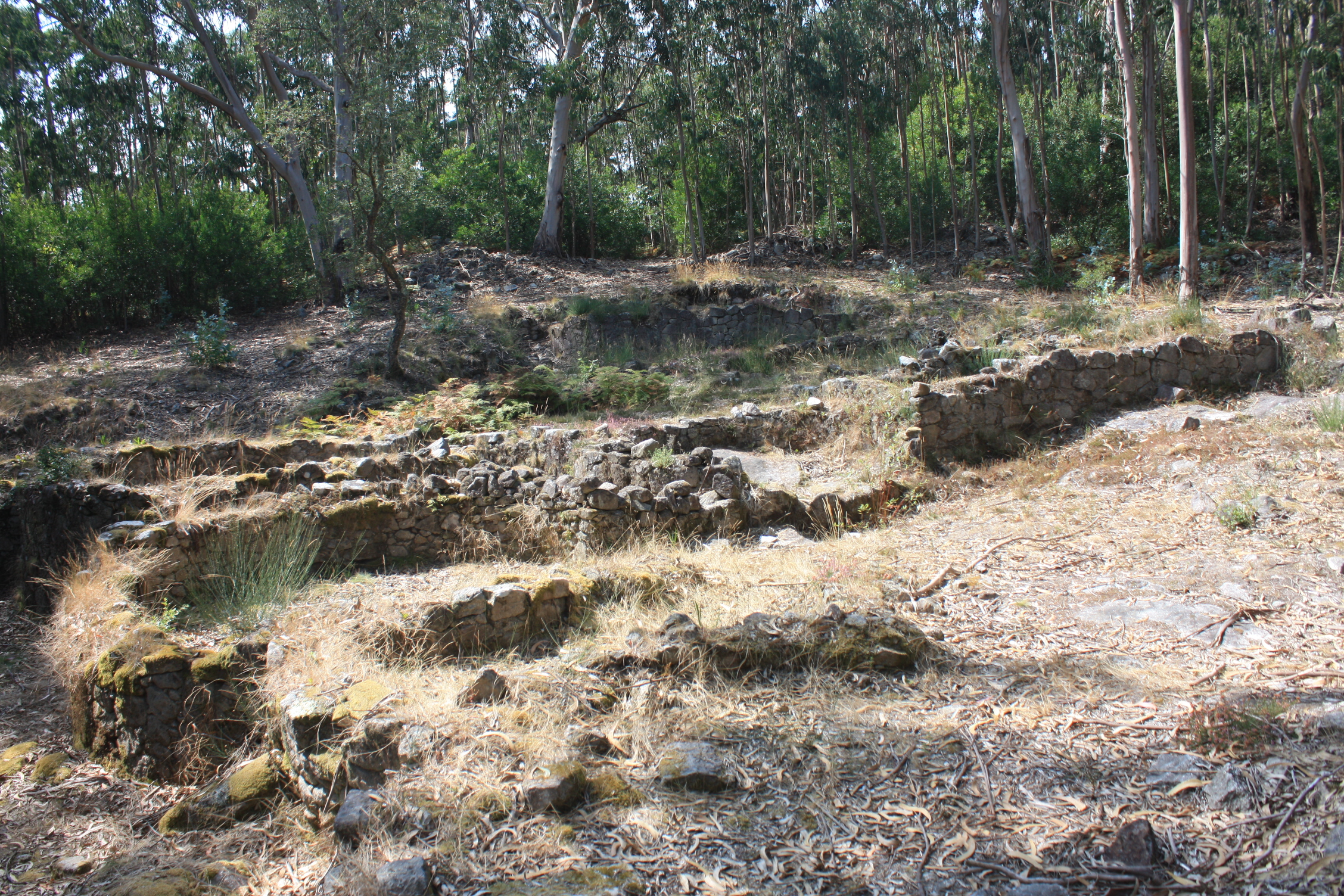
Rundhausfundamente, wie sie auch in Âncora zu finden sind

Zu sehen sind an der Grabungsstelle am Südosthang des Höhenzuges ein Ovalhaus, ein Rechteckhaus und mehrere Rundhäuser, eines davon mit Vorhof, sowie Teile der Umfassungsmauer. Grabungen in den Jahren 1959 bis 1961 haben in anderen Bereichen ebenfalls Rundhäuser sowie größere Flächen mit Pflasterung Teile und der Mauer freigelegt. Außer vorrömischer und römischer Keramik sind vor allem verzierte Bauteile bemerkenswert, von denen einige im Museum von Guimarães ausgestellt sind.